# Šrotovné
Šrotovné byla zamýšlená forma státní dotace, která měla stimulovat poptávku po osobních automobilech a tím zamezit útlumu výroby v automobilovém průmyslu, potažmo na něm do velké míry závislého českého hospodářství a snížit tak další negativní důsledky ekonomické recese v roce 2009. Ačkoliv byl návrh dotačního programu sněmovnou schválen, nakonec nebyl nikdy uplatněn. Různé obdoby šrotovného byly ale zaváděny ve více než 14 ostatních evropských zemích.
Principem šrotovného mělo být za pomoci dotace státu přispět fyzickým osobám na nákup nových či lehce ojetých osobních automobilů (30 000 Kč pro nákup vozidla na fosilní paliva, 60 000 Kč pro alternativní pohon), další částku (5000 Kč a 15 000 Kč) měly pak přispět automobilky. Nárok na šrotovné měl vzniknout likvidací starého vozu v autorizovaném vrakovišti. Zastánci argumentovali zejména zabráněním nárůstu nezaměstnanosti v důsledku pozastavení výroby a poukazovali na důležitost automobilového průmyslu pro celou českou ekonomiku. Na dotace mělo být vyčleněno kolem 2,5 mld. Kč. Nárok na šrotovné se měl vztahovat pouze na jeden osobní automobil a to do maximální pořizovací ceny 500 000 Kč nebo 700 000 Kč v případě alternativního pohonu.
Kritici vytýkali přelévání peněz daňových poplatníků a ostatních odvětví ekonomiky do rukou automobilového průmyslu. Podle Jaroslava Kubery se mělo jednat o dotace nových aut bohatým za peníze chudých. Návrh šrotovného pak byl obecně označován jako lobbing primárně velkých automobilek a prodejců aut. Pochybnosti vyvolal také například Martin Jahn, tehdejší člen NERV a zároveň lobbista za koncern Volkswagen Group. Dalším předmětem kritiky byla stránka ekologie, zejména v souvislosti s emisemi CO2. Mimo to některé automobilky jako Citroën nebo Hyundai již samy přispívaly na koupi nového vozidla částkou až 30 000 Kč.
Šrotovné bylo v České republice schváleno 9. září 2009 poslaneckou sněmovnou 101 poslanci za ČSSD, KSČM a KDU-ČSL v rámci tzv. protikrizového balíčku na návrh ČSSD a to i přes prezidentské veto tehdejšího prezidenta Václava Klause. Vzhledem ke pozvolné stabilizaci poptávky a kontroverzní povahy návrhu i dalších pochybnostech však nebyly pro šrotovné vyčleněny žádné finančních prostředky a dotační program tak nikdy nevyšel v platnost.